# Durance (Lot-et-Garonne)
Durance település Franciaországban, Lot-et-Garonne megyében. Lakosainak száma 268 fő (2022. január 1.). Durance Fargues-sur-Ourbise, Barbaste, Boussès, Pompiey, Réaup-Lisse és Arx községekkel határos.

## Népesség
A település népességének változása:
| Lakosok száma | 364  | 283  | 286  | 266  | 281  | 286  | 293  | 297  | 297  | 268  |
|               | 1968 | 1982 | 1990 | 2006 | 2013 | 2015 | 2017 | 2019 | 2020 | 2022 |